# Catàleg de biblioteca

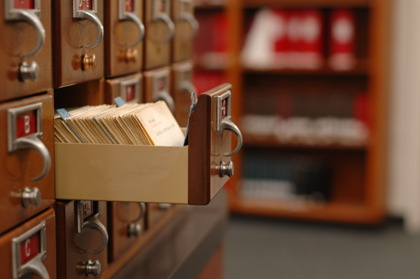
Catàleg de biblioteca amb el sistema de targetes.

Un catàleg de biblioteca és un registre de les fonts bibliogràfiques trobades en una biblioteca o en un grup de biblioteques, que es poden agrupar en una xarxa en diverses ubicacions. Un document bibliogràfic pot ser qualsevol font d'informació (ex: llibres, fitxers informàtics, gràfics, materials cartogràfics, etc.), aquests són materials que es consideren de la biblioteca Els usuaris de la biblioteca poden consultar les obres i la informació que desitgin.
El catàleg de fitxes ha estat familiar als usuaris de biblioteca per generacions, però ha estat substituït amb eficàcia pel catàleg en línia (OPAC) el qual és d'accés públic. Alguns encara refereixen al catàleg en línia com catàleg de fitxes. Algunes biblioteques amb l'accés d'OPAC encara tenen catàlegs de fitxes en lloc, però aquests ara són estrictament un recurs secundari i són rarament actualitzats. Moltes de les biblioteques que han conservat la seva pal físic del catàleg de fitxes una mostra que aconsellava l'any passat que el catàleg de fitxes fora actualitzat. Algunes biblioteques han eliminat el seu catàleg de fitxes a favor de l'OPAC per tal de l'espai de l'estalvi per a l'altre ús, tal com prestatgeria addicional.
El catàleg de biblioteques més gran del món és el catàleg d'unió de WorldCat.org gestionat per la cooperativa de biblioteques sense ànim de lucre OCLC, amb seu a Dublín, Ohio. El gener de 2016, WorldCat.org tenia més de 360.000.000 registres de catàlegs i més de 2.000 milions de fons de biblioteques.

## Meta
Charles Ammi Cutter va fer la primera declaració explícita pel que fa als objectius d'un sistema bibliogràfic i regles per a un catàleg de diccionari imprès en 1876. Segons ell, aquests objectius eren:
1. per ajudar a una persona a trobar un llibre específic (identificant objectiu)
- l'autor
- el títol
- el tema
- la categoria

2. per mostrar el que té la biblioteca (l'objectiu que col·loca)
- Per un autor donat
- en un tema donat
- en una classe donada de literatura

3. per ajudar a l'opció d'un llibre (objectiu d'avaluació)
- quant a la seva edició (bibliogràfic)
- pel que fa al seu caràcter (literari o tòpic)

Aquests objectius es poden encara reconèixer en definicions més modernes formulades al segle xx. Els objectius de l'autor en 1960-1961 van ser revisats per Lubetzky juntament amb la conferència sobre els principis de catalogació (CCP) a París. L'última temptativa de descriure les metes i les funcions d'un catàleg de biblioteca va ser feta en 1998 amb els requisits funcionals per als expedients bibliogràfics (FRBR) que defineix quatre tasques de l'usuari: la troballa, identifica, selecciona, i obté.
Un catàleg també serveix com a inventari o comptabilitat dels continguts de la biblioteca. Si un element (un llibre) no es troba al catàleg, l'usuari pot continuar la seva cerca en una altra biblioteca. Lladres de biblioteques, que poden ser empleats o visitants habituals de la biblioteca, tenen el risc de ser descoberts si falta un article als prestatges. Per reduir aquest risc, un lladre també pot robar la targeta del catàleg que descriu l'element.

## Tipus de catàlegs
Tradicionalment, hi ha diversos tipus de catàlegs:
-Catàleg d'autor: un catàleg formal, classificat alfabèticament segons els noms dels autors o dels redactors de les entrades.
-Catàleg de títol: un catàleg formal, classificat alfabèticament segons el títol de les entrades.
-Catàleg de diccionari: un catàleg en el qual totes les entrades (autor, títol, tema, sèrie) en un ordre alfabètic. Aquesta va ser una àmplia forma de catàleg de targetes a les biblioteques nord-americanes abans de la introducció del catàleg basat en ordinador.
-Catàleg de la paraula clau: un catàleg subjecte, classificat alfabèticament segons un cert sistema de paraules clau.
-Formes barrejades del catàleg alfabètic: de vegades, un troba un autor / un títol barrejats, o un autor / un catàleg del títol / de la paraula clau.
-Catàleg sistemàtic: un catàleg subjecte, classificat segons una certa subdivisió sistemàtica de temes. També va cridar un catàleg classificat.
-Catàleg de la llista de prestatge: un catàleg formal amb les entrades classificades en la mateixa ordre que articles bibliogràfics es deixa de banda. Aquest catàleg pot també servir com l'inventari primari per a la biblioteca.

### Catàlegs per tipus de biblioteques
Hi ha diversos tipus de biblioteques: nacionals, universitàries o virtuals. Les biblioteques nacionals tenen a la seva disposició catàlegs generals, és a dir, catàlegs de tots els documents que posseeixen. Les biblioteques universitàries solen tenir catàlegs col·lectius, és a dir, a través del catàleg de cada una d'elles pots veure també el que està disponible en les altres. Per acabar, trobem les biblioteques virtual que tenen col·leccions de documents digitals.

## Història
Els primers bibliotecaris van crear regles per a la manera de gravar els detalls del catàleg. Al 700 aC els assiris van seguir les regles establertes pels babilonis. El segle VII aC La Biblioteca Babilònia d'Ashurbanipal va ser liderada pel bibliotecari Ibnissaru que prescrivia un catàleg de pastilles d'argila per tema. Els catàlegs per tema eren els que s'utilitzaven i els catàlegs d'autor eren desconeguts en aquell moment. L'ús freqüent de catàlegs només per tema suggereix que hi havia un codi de pràctica entre els primers bibliotecaris del catàleg i que seguien algunes regles per a l'assignació de temes i l'enregistrament de les dades de cada element. Aquestes regles van crear eficiència a través de la consistència: el bibliotecari del catàleg sabia com gravar cada element sense reinventar les regles cada vegada, i el lector sabia què esperar amb cada visita. La tasca d'enregistrar els continguts de va començar com una forma d'emetre als lectors el que hi ha disponible entre les piles de materials. La tradició de piles oberts de llibres impresos és paradigmàtic per als usuaris moderns de les biblioteques americanes, però les biblioteques antigues contenien pilons de barres d'argila o de preimpressió que contrastaven amb la navegació.
Durant el període modern, les biblioteques es van organitzar a través de la direcció del bibliotecari encarregat. No hi havia cap mètode universal, alguns llibres estaven organitzats per llenguatge o material de llibre, però la majoria de biblioteques acadèmiques tenien categories reconegudes amb les que s'organitzaven (com ara filosofia, matemàtiques). La primera biblioteca per a la llista de títols alfabèticament sota cada tema va ser la biblioteca Sorbonne de París. Els catàlegs de biblioteques es van originar com a llistes manuscrites, ordenades per format (foli, quart, etc.) o en un arranjament alfabètic aproximat per l'autor. Abans d'imprimir, els bibliotecaris van haver d'introduir noves adquisicions als marges de la llista de catàleg fins que es va crear una nova. Degut a la naturalesa de la creació de textos en aquest moment, la majoria de catàlegs no van poder continuar amb noves adquisicions. No va ser fins que la impremta estava ben establerta que una estricta catalogació es va fer necessària a causa de l'afluència de materials impresos. Els catàlegs impresos es van començar a publicar a principis de l'època moderna i van permetre que els erudits fora d'una biblioteca tinguessin una idea dels seus continguts. Els primers catàlegs de fitxers van aparèixer a finals del segle xix i van permetre molta més flexibilitat i, a finals del segle xx, es va desenvolupar el catàleg d'accés públic en línia (vegeu baix). Aquests es van anar tornant més comuns a mesura que algunes biblioteques van abandonar progressivament altres formats de catàleg.

## Fitxers catalogràfics
Abans d'existir els catàlegs en línia, les cerques es realitzaven per mitjà dels fitxers catalogràfics. La informació de cada material es consignava en una fitxa catalogràfica, la qual representava una entrada al catàleg de la biblioteca. Les primeres fitxes utilitzades van poder ser agafades dels jocs de cartes francesos al 1700 i tenien una cara en blanc.
Una de les primeres pràctiques documentades de l'ús d'aquest sistema es registra al voltant de 1815 amb l'inventor anglès Francis Ronalds. Ell va utilitzar el catàleg de fitxes bibliogràfiques per gestionar la seva creixent col·lecció de llibres.
A mitjans de 1800 Natale Battezzati, editora italiana, va desenvolupar un sistema catalogràfic per a venedors de llibres on les targetes representaven autors, títols i temes. Poc temps després, Melvil Dewey al costat d'altres bibliotecaris nord-americans van començar a treballar amb aquest sistema causa de la seva gran facilitat d'expansió i creixement. Un de les primeres accions de la recentment establerta Associació Nord-americana de Biblioteques en 1876 va ser fixar l'estàndard de la mida de les fitxes catalogràfiques utilitzada a les biblioteques dels EUA, així com la fabricació de les seves pròpies fitxes i del respectiu mobiliari OCLC, per anys el major proveïdor de fitxes catalogràfiques per a les biblioteques de tot el món, va imprimir l'última l'1 d'octubre de 2015.
En un catàleg físic la informació sobre cada ítem es trobava separada en una targeta, depenent del tipus de registre: autor, temàtica, any de publicació, títol.

## Regles de catalogació
Les regles de catalogació han estat definides per permetre l'organització constant de diversos materials de la biblioteca a través de diverses persones en un equip de catàlegs a través del temps. Els usuaris poden utilitzar-les per aclarir com trobar un encapçalament i com interpretar les dades de la fitxa. Les regles de catalogació prescriuen quina informació d'un article bibliogràfic s'inclou a l'entrada; com aquesta informació es presenta en una targeta de catàleg o en un expedient de catàlegs; com les entrades s'han de classificar en el catàleg. La més gran col·lecció, les regles de catàlegs més elaborades són necessàries. Els usuaris no poden i no volen examinar centenars d'entrades de catàlegs o encara dotzenes d'articles de la biblioteca per trobar l'article que necessiten.
Actualment, la majoria de les regles de catalogació són similars a la descripció bibliogràfica de l'estàndard internacional (ISBD), un sistema de regles produïdes per la federació internacional d'associacions de biblioteques i les institucions (IFLA) per descriure una àmplia gamma dels materials de la biblioteca. Aquestes regles organitzen la descripció bibliogràfica d'un document en les àrees següents: 1-títol i menció responsabilitat (autor, redactor, il·lustrador, etc. depenent de quins són esmentats en el llibre), 2-edició, 3-informació material-depenent (per exemple, l'escala d'un mapa), 4-publicació, distribució, etc. 5-descripció física (per exemple, nombre de pàgines, alçada del llibre), 6-sèrie, 7-notes, i 8-nombre estàndard (ISBN). El sistema d'ús general de regles de catalogació en el món de parla anglesa és les regles de catàlegs anglo-americanes, la 2a edició, o l'AACR2 (RCA2, Regles de Catalogació Angloamericanes) per al curtcircuit. A Espanya se segueix el sistema de regles de catalogació espanyoles.
Els documents de la biblioteca que estan escrits en una llengua estrangera, es transcriuen en alguns casos a la llengua del catàleg. Catàlegs de biblioteca originats com llistes del manuscrit, disposades pel format (foli, quart, etc.) o en un arranjament alfabètic aspre per l'autor. Els catàlegs impresos, de vegades coneguts com els catàlegs de diccionari van permetre a escolars fora d'una biblioteca guanyar una idea del seu contingut. Els primers catàlegs de fitxes van aparèixer en el del segle xix.

## Classificació
En un catàleg de títol es poden distingir dos ordres:
1. En l'ordre gramatical (usat principalment als catàlegs més vells), la paraules més important del títol és el primer terme. La importància d'una paraula es mesura per regles gramaticals, per exemple, el primer substantiu es pot definir per ser la paraula més important.
2. En l'ordre mecànic, la primera paraula del títol és el primer terme. La majoria dels nous catàlegs utilitzen aquest sistema, però encara inclouen un rastre de l'ordre gramatical. L'ordre gramatical de l'avantatge que normalment la paraula més important del títol és també una bona paraula clau i també la paraula que la majoria dels usuaris recorden primer quan tenen la memòria incompleta. Tot i això, té la desavantatge que moltes regles gramaticals elaborades són necessàries i això fa que només els usuaris experts puguin buscar al catàleg sense l'ajuda d'un bibliotecari.

En alguns catàlegs es classifiquen a partir del nom de la persona, és a dir, el nom de la persona (catalogat) es classifica d'una manera estàndard, fins i tot si apareix de diferent manera en el material de la biblioteca. Aquesta norma és assolida per un procés anomenat control d'autoritat. En alguns casos el títol pot ser estandarditzat. El terme tècnic és un títol uniforme. Per exemple, les traduccions a vegades es classifiquen sota el seu títol original. En molts catàlegs, les parts de la Bíblia es classifiquen sobre un nom estàndard dels llibres que contenen.

## Catàlegs en línia
Els catàlegs en línia, a través de sistemes com el programari Dynix. Els catàlegs en línia ha augmentat granment la seva utilitat, gràcies a l'àmplia gamma de catàlegs llegible per la màquina, és a dir, els estàndards de MARC en els anys 60. Les regles que governen la creació dels expedients de MARC que inclouen no només regles de catàlegs formals com AACR2, Descripció de recursos i accés (RDA), però també normes específiques de MARC, disponibles tant a la Biblioteca del Congrés dels EUA com a l'OCLC, la cooperativa mundial del Centre de Biblioteques d'Informàtica en línia que construeix i manté WorldCat.
MARC es va utilitzar originalment per automatitzar la creació de targetes de catàleg físic, però el seu ús es va convertir en accés directe als fitxers de l'ordinador MARC durant el procés de cerca.
Els OPAC han millorat el seu ús a través dels formats tradicionals de targetes perquè: 
1. El catàleg en línia no necessita ser classificat de forma estàtica; l'usuari pot triar l'autor, el títol, la paraula clau o l'ordre sistemàtic de forma dinàmica.
2. La majoria de catàlegs en línia permeten cercar qualsevol paraula en un títol o en un altre camp, augmentant la manera de trobar un registre.
3. Molts catàlegs en línia permeten enllaços entre diverses variants del nom d'un autor.

L'eliminació de targetes de paper ha fet que la informació sigui més accessible per a moltes persones amb discapacitat, com ara persones amb discapacitat visual, usuaris de cadires de rodes i aquells que pateixen al·lèrgies a motlles o altres problemes relacionats amb el paper o la construcció.
1. L'espai d'emmagatzematge físic es redueix considerablement.
2. Les actualitzacions són significativament més eficients

## Catàlegs de les biblioteques de Catalunya
Alguns catàlegs de les biblioteques de Catalunya són:
- Atena: Catàleg col·lectiu del Sistema de Lectura Pública de Catalunya.
- Aladí: Catàleg de les biblioteques públiques de la Xarxa de Biblioteques Municipals de la Província de Barcelona.
- Argus: Catàleg de les biblioteques públiques de la Província de Girona, la Província de Lleida i la Província de Tarragona.
- eBiblio: Catàleg de préstec de llibres electrònics. revistes, pel·lícules, audiollibres i accés a documentals, música, enciclopèdies i idiomes
- BEG: Catàleg de les biblioteques especialitzades de la Generalitat de Catalunya.
- CCUC: Catàleg col·lectiu de les universitats de Catalunya.
- Catàleg de la Biblioteca de Catalunya.
- CCPBC: Catàleg col·lectiu del patrimoni bibliogràfic de Catalunya
- CBAB: Catàleg col·lectiu de les Biblioteques de l'Ajuntament de Barcelona